# 空冷

原子力発電所における冷却塔。

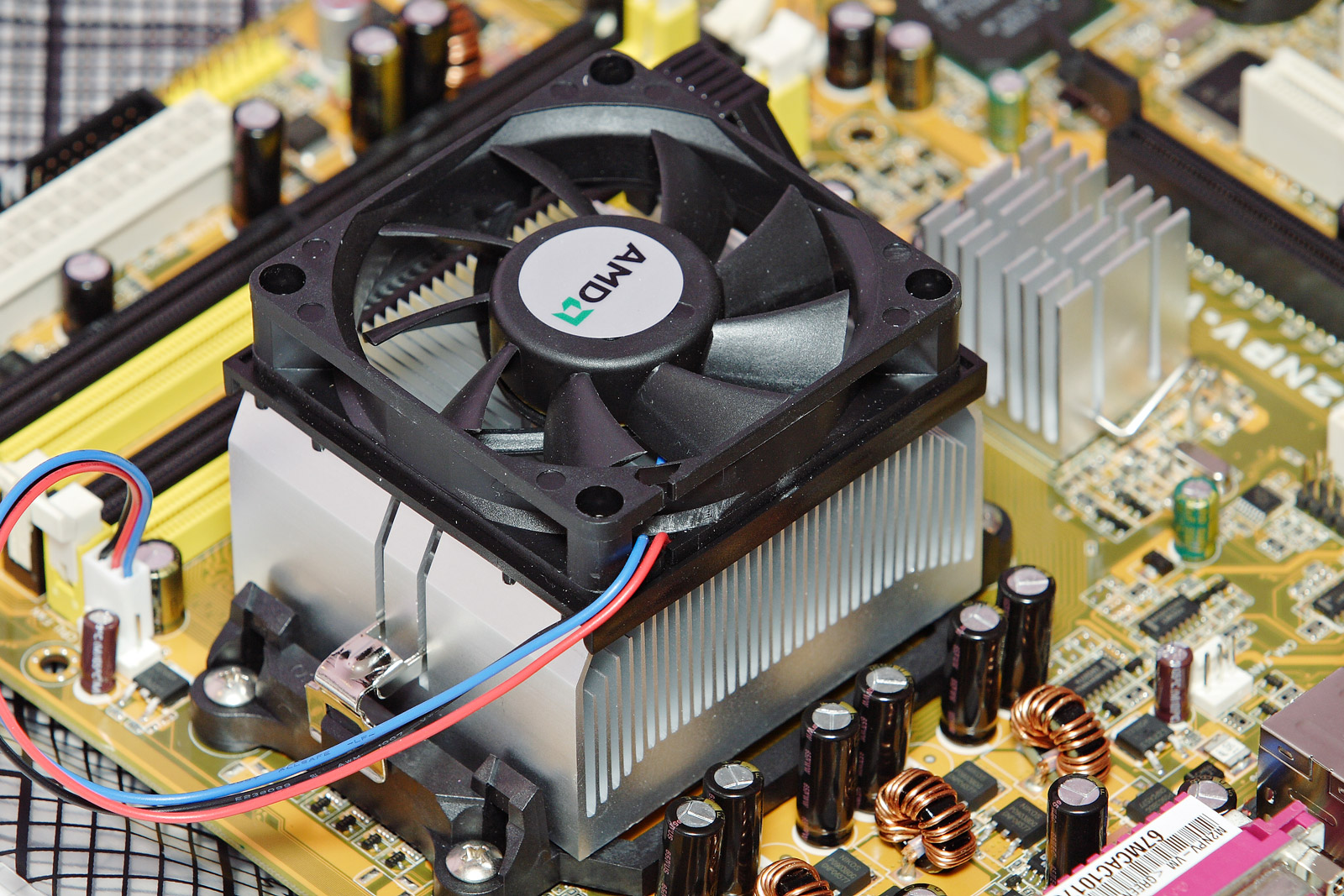
一般的なパソコンで用いられるCPUの冷却装置。ファンの風をヒートシンクに当て、CPUの発熱を抑える。

空冷（くうれい、英語：air cooling）とは、機械装置などにおける冷却法の一つであり、空気との熱交換により放熱する方法である。

## 概要
空冷においては、周囲の空気を冷媒とするため、冷媒を別途準備する必要がなく、液冷と比較すると構造が簡単であるというメリットがある反面、単位面積あたりの熱の移動量が液体に比べ少ないことから、多数枚のフィンなどを備え、表面積を大きくするための構造を採用するものが多く見られる。空冷は、気温の上昇によって効率が低下する。液冷システムも、その多くは、温まった冷却液を、熱源から離れた場所まで移動させて空冷で冷やすという形で空冷を併用している。
空冷には、熱せられた空気が上昇気流となることを利用するなどして空気の入れ替えを行う「自然空冷方式」と、ファン等により積極的に（強制的に）通風させる「強制空冷式」、などといった分類がある。

## 応用例
家庭用機器では、オートバイやラジコン、汎用機械などの発動機（四輪自動車用としてはポルシェ、フォルクスワーゲン、スバル360、マツダ・R360クーペ、トヨタ・パブリカなど一部車種に採用されたのみ）、パソコンのCPUの冷却装置、エアコンの室外機などが空冷である。業務用では一部航空機用のレシプロエンジンや、更に大規模なものでは内陸部に建設された原子力発電所の原子炉や冷却塔などといった施設が空冷を採用しているケースもある。